# Tongzhou-Zwischenfall
Der Tongzhou-Zwischenfall (chinesisch 通州事件, Pinyin Tōngzhōu Shìjiàn, jap. Tsūshū Jiken), manchmal auch die Tongzhou-Rebellion genannt, fand am 29. Juli 1937 kurz nach Beginn des Zweiten Japanisch-Chinesischen Krieges und während der Schlacht um Peking-Tianjin in Tongzhou, einem östlichen Stadtteil von Peking statt. Dabei griffen Soldaten der chinesischen Ost-Hebei-Armee ihre japanischen Ausbilder und mit den Japanern kollaborierende chinesische Offiziere an.

Flagge des Militärrats von Ost-Hebei 1935–37, entspricht der Flagge der bis 1928 von Peking aus herrschenden Republik China

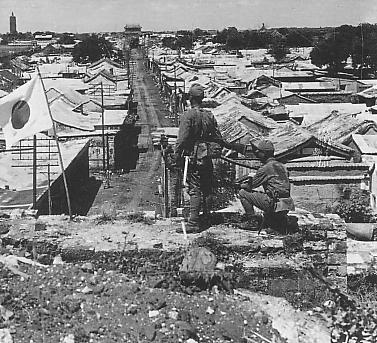
Japanische Soldaten auf den Mauern Tongzhous

Im strategisch wichtigen Tongzhou waren zu dieser Zeit japanische Truppen stationiert und eine Marionettenverwaltung der Japaner, der Ost-Hebei-Autonomierat, etabliert worden. 
Zwei Tage zuvor hatte die Kaiserlich Japanische Armee versucht, etwa 800 Soldaten der Kuomintang (KMT), die in Tongzhou lagerten, zu entwaffnen. Diese leisteten Widerstand und rund 500 von ihnen wurden von den Japanern an der Stadtmauer zur Exekution aufgestellt und hingerichtet. Überlebenden KMT-Soldaten gelang es kurz darauf, sich mit Truppen der Ost-Hebei-Garnison in der Stadt zu verbünden. Am 29. Juli erhoben sich bis zu 5.000 Mann des I. und II. Korps der Garnison mit den KMT-Angehörigen gegen ihre japanischen Vorgesetzten und Ausbilder des Trainingscamps. Dabei kamen 20 japanische Militärangehörige und etwa 250 japanische Zivilisten ums Leben. 60 Zivilisten der japanischen Verwaltung konnten sich retten und überlebten. Das Verwaltungsgebäude wurde fast vollständig verwüstet und Yin Rugeng (1885–1947), der kommissarische Distriktverwalter der demilitarisierten Zone von Hebei, wurde verhaftet. Erst eintreffende japanische Verstärkung konnte den Aufstand niederschlagen und Yin befreien.
Die japanische Rechte (uyoku) wirft den Chinesen bis in die heutige Zeit vor, während des Aufstands Gräueltaten verübt zu haben. Im Gegenzug wird von den Chinesen zwar der Zwischenfall eingestanden, aber der Vorwurf gegen die Japaner erhoben, unter anderem mit diesem ihre „friedliche Militärkampagne“ gegen China begründet zu haben bzw. durch das Überbewerten der japanischen Zivilopfer vom japanischen Massaker in Nanking abzulenken.